# Sony Sendai FC
Der Sony Sendai Football Club (jap. ソニー仙台FC Sonī Sendai Efu Shī) ist ein japanischer Fußballverein aus Sendai in der Präfektur Miyagi. Er ist einer der Gründungsmitglieder der Japan Football League, die bislang nie aus der Liga abgestiegen sind.

## Geschichte
Der Verein wurde 1968 von Angestellten des Sony-Werks in Sendai gegründet. Bis in die frühen 1990er Jahre spielte der Verein ausschließlich in den Ligen der Präfektur Miyagi. Dies änderte sich erst 1993, als man sich das Ziel setzte, innerhalb von fünf Jahren die alte Japan Football League zu erreichen. Von 1994 bis 1997 feierte Sony Sendai vier Meisterschaften in Folge, zunächst in der Präfekturliga, danach in der Tōhoku-Regionalliga. Am Ende der Saison 1997 wurde das gesteckte ziel schließlich mit dem Gewinn der nationalen Regionalligen-Finalrunde erreicht.
Mit der Gründung der J. League Division 2 zur Saison 1999 beschloss Sony Sendai, im Amateurlager zu verbleiben und anstatt dessen der umstrukturierten Japan Football League beizutreten. Seitdem konnte sich der Verein als Mittelfeldmannschaft in der Liga etablieren.
Das Tōhoku-Erdbeben 2011 sorgte um ein Haar für den Abstieg des Vereins. Mit Erlaubnis der JFL setzte man die ersten elf von insgesamt 34 Spieltagen der verspätet begonnenen Saison aus. So zählten nur die Punkte aus der Rückrunde in der Tabelle, Punkte aus den sechs verbleibenden Vorrundenspieltagen konnten als Bonuspunkte angerechnet werden. Angesichts dieser Umstände erreichte man erwartungsgemäß den letzten Platz. Da jedoch mit Machida Zelvia und Matsumoto Yamaga gleich zwei Vereine in die J. League Division 2 aufgenommen wurden und zudem die Reservemannschaft von JEF United bereits Mitte der Saison ankündigte, das Team unabhängig von der Platzierung nach der Spielzeit aus der Liga zurückzuziehen, konnte man schließlich doch noch in der Liga verbleiben.

## Stadion
Der Verein trägt seine Heimspiele im Yurtec Stadium Sendai (jap. 仙台スタジアム, Sendai Sutajiamu) in Sendai in der Präfektur Miyagi aus. Das Stadion, dessen Eigentümer die Stadt Sendai ist, hat ein Fassungsvermögen von 19.694 Zuschauern.
Koordinaten: 38° 19′ 9,2″ N, 140° 52′ 54,5″ O

## Spieler
Stand: August 2023
| Nr. |       | Position | Name             |
| --- | ----- | -------- | ---------------- |
| 1   | Japan | TW       | Masahiro Sagawa  |
| 2   | Japan | AB       | Yuji Goto        |
| 3   | Japan | AB       | Ryuya Ikeuchi    |
| 4   | Japan | AB       | Yudai Sawada     |
| 5   | Japan | MF       | Kento Hirata     |
| 6   | Japan | ST       | Junki Seo        |
| 7   | Japan | MF       | Kyohei Yoshimori |
| 8   | Japan | AB       | Toshiki Yamamori |
| 9   | Japan | ST       | Yosuke Ueno      |
| 10  | Japan | MF       | Motoki Fujiwara  |
| 13  | Japan | ST       | Shimpei Yamada   |
| 14  | Japan | MF       | Ren Yoshino      |
| 15  | Japan | MF       | Keitaro Suzuki   |

| Nr. |       | Position | Name             |
| --- | ----- | -------- | ---------------- |
| 16  | Japan | AB       | Takumi Matsumoto |
| 17  | Japan | MF       | Ryota Ito        |
| 18  | Japan | MF       | Yuta Akimoto     |
| 19  | Japan | ST       | Taro Katsuura    |
| 20  | Japan | AB       | Taiyo Kumagai    |
| 21  | Japan | TW       | Shun Yaida       |
| 22  | Japan | AB       | Yuya Hirayama    |
| 23  | Japan | AB       | Yuji Shiozaki    |
| 24  | Japan | MF       | Eishun Shida     |
| 25  | Japan | AB       | Tasuku Yamashita |
| 26  | Japan | TW       | Ryo Matsuda      |
| 30  | Japan | AB       | Goshi Otomo      |

## Trainerchronik
Stand: Februar 2025
| Trainer          | Nation | von             | bis             |
| ---------------- | ------ | --------------- | --------------- |
| Kazuaki Nagasawa | Japan  | 1. Februar 1999 | 31. Januar 2002 |
| Eiji Satō        | Japan  | 1. Februar 2004 | 31. Januar 2008 |
| Hidenori Tabata  | Japan  | 1. Februar 2008 | 31. Januar 2012 |
| Masato Ishikawa  | Japan  | 1. Februar 2012 | 31. Januar 2018 |
| Shinji Honda     | Japan  | 1. Februar 2018 | 31. Juli 2019   |
| Gen Nakamura     | Japan  | 1. August 2019  | 31. Januar 2022 |
| Jun Suzuki       | Japan  | 1. Februar 2022 | 31. Januar 2025 |

## Saisonplatzierung
| Saison | Liga                                  | Platz | Kaiserpokal |
| ------ | ------------------------------------- | ----- | ----------- |
| 1998   | Japan Football League ehemals 2. Liga | 3.    |             |
| 1999   | Japan Football League ehemals 3. Liga | 5.    |             |
| 2000   | Japan Football League ehemals 3. Liga | 5.    |             |
| 2001   | Japan Football League ehemals 3. Liga | 14.   |             |
| 2002   | Japan Football League ehemals 3. Liga | 4.    |             |
| 2003   | Japan Football League ehemals 3. Liga | 9.    |             |
| 2004   | Japan Football League ehemals 3. Liga | 6.    |             |
| 2005   | Japan Football League ehemals 3. Liga | 8.    |             |
| 2006   | Japan Football League ehemals 3. Liga | 9.    |             |
| 2007   | Japan Football League ehemals 3. Liga | 11.   |             |
| 2008   | Japan Football League ehemals 3. Liga | 9.    |             |
| 2009   | Japan Football League ehemals 3. Liga | 3.    |             |
| 2010   | Japan Football League ehemals 3. Liga | 14.   |             |
| 2011   | Japan Football League ehemals 3. Liga | 18.   |             |
| 2012   | Japan Football League ehemals 3. Liga | 12.   |             |
| 2013   | Japan Football League ehemals 3. Liga | 9.    |             |
| 2014   | Japan Football League                 | 5.    |             |
| 2015   | Japan Football League                 | 1.    |             |
| 2016   | Japan Football League                 | 6.    | 1. Runde    |
| 2017   | Japan Football League                 | 3.    | 1. Runde    |
| 2018   | Japan Football League                 | 4.    | 2. Runde    |
| 2019   | Japan Football League                 | 2.    |             |
| 2020   | Japan Football League                 | 3.    | 2. Runde    |
| 2021   | Japan Football League                 | 6.    | 2. Runde    |
| 2022   | Japan Football League                 | 14.   | 2. Runde    |
| 2023   | Japan Football League                 | 4.    | 2. Runde    |
| 2024   | Japan Football League                 | 12.   | 2. Runde    |